# Clusiella
Classification APG III (2009)
Genre
Synonymes
- Astrotheca Miers ex Planch. & Triana[1]
- Clusia sect. Astrotheca (Miers ex Planch. & Triana) Benth. & Hook[2].

Clusiella est un genre de plantes à fleurs de la famille des Calophyllaceae originaires des régions tropicales d'Amérique.
L'espèce type est Clusiella elegans.

## Liste des espèces
- Clusiella albiflora
- Clusiella amplexicaulis
- Clusiella axillaris
- Clusiella elegans
- Clusiella impressinervis
- Clusiella isthmensis
- Clusiella macropetala
- Clusiella pendula

## Publication originale
- Planchon & Triana, 1860. Ann. Sci. Nat. Bot. Sér. 4. 14: 253.